# Slör

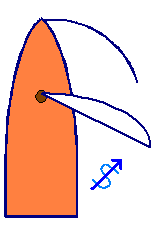
Slör.

Slör är den bog på vilken ett segelfartyg eller en segelbåt går då vinden kommer in mot båten snett akterifrån (på låringen).
Slör kan betyda allt mellan vind rätt från sidan (tvärs) och rätt akterifrån, men vanligen avses en bog mellan de andra undanvindsbogarna halv vind och läns. Vid slör i den senare betydelsen kommer vinden in i seglet vid dess förligare lik, följer seglet likt luftströmmen följer en vinge på ett flygplan, och lämnar seglet vid dess aktre lik, i motsats till läns, där vinden fyller seglet som en säck, i likhet med andra bogar.
Slör och halvvind är de bogar vid vilka båten uppnår sin högsta fart eftersom seglen kan skotas ut så långt att vindens aerodynamiska kraft på seglen får nästan samma riktning, som den i vilken båten färdas. Genom att härvid även vindens krängande kraft på båten blir mindre, så minskar vattenmotståndet. Vid läns är farten (vid måttliga vindar) lägre dels på grund av att fartvinden minskar den skenbara vindhastigheten, men också för att seglens form inte kan utnyttjas.